# Campylocentrum hasslerianum
Campylocentrum hasslerianum  é uma espécie de orquídea, família Orchidaceae, que existe no Brasil e Paraguai. Trata-se de planta epífita, monopodial, com caule alongado, cujas inflorescências brotam do nódulo do caule oposto à base da folha. As flores são minúsculas, de sépalas e pétalas livres, e nectário na parte de trás do labelo. Pertence à secção de espécies de Campylocentrum com folhas planas e inflorescências curtas.

## Publicação e histórico
- Campylocentrum hasslerianum hasslerianum Hoehne, Arq. Bot. Estado São Paulo, n.s., f.m., 1: 23 (1938).

Trata-se de espécie com poucas informações disponíveis. No isótipo, depositado no herbário do Instituto Botânico de São Paulo, percebe-se que a planta é similar à morfologia vegetativa do Campylocentrum crassirhizum, com folhas liguladas de até 5 cm de comprimento por cerca de 1 cm de largura. As inflorescências são curtas e o caule mede cerca de 30 cm de comprimento. No isótipo há uma menção ao Campylocentrum neglectum sem que se saiba ao certo a razão, é possível que apresente flores semelhantes às deste. Suas flores são brancas, com sépala dorsal de ápice obtuso e laterais subacuminadas medindo aproximadamente 3 mm de comprimento por 1,5 mm de largura; pétalas quase do mesmo comprimento porém mais estreitas, com ápice obtuso. Labelo pequeno, mais curto que os outros segmentos, levemente trilobulado, todos os lobos com extremidade obtusa; e nectário descendente, na base curvado em ângulo reto com o labelo, bastante bulboso e curto (2mm). No Brasil foi encontrada apenas uma vez, em 2008, no Morro de Santa Cruz, perto de Corumbá, Estado do Mato Grosso do Sul. Como a existência desta espécie no Brasil somente foi confirmada em 2009, Pabst ignora esta espécie em seu livro. Não apresenta características marcantemente diferentes de muitas outras espécies variáveis deste grupo.